# Dimitar Rangelov
Dimitar Rangelov (Sófia, 9 de fevereiro de 1983) é um futebolista bulgáro que atua como atacante. É um jogador técnico e que tem habilidade em cobrar faltas laterais. Atualmente joga no Borussia Dortmund.

## Carreira
Em 2000 começou sua carreira no PFC Slavia Sofia time onde esteve nas categorias de bases. Ficou na Bulgária até 2006. Teve passagens na França e times menores da Alemanha. Na temporada 2009/2010 foi contratado pelo tradidicional time Borussia Dortmund. O contrato estabelecido foi de 4 anos e taxa de transferência de € 1.000.000.